# Marloes van den Heuvel
 (décembre 2018).
Si vous disposez d'ouvrages ou d'articles de référence ou si vous connaissez des sites web de qualité traitant du thème abordé ici, merci de compléter l'article en donnant les références utiles à sa vérifiabilité et en les liant à la section « Notes et références ».
Marloes van den Heuvel, née le 24 janvier 1957 à Oss, est une actrice, doubleuse et chanteuse néerlandaise.

## Filmographie

### Cinéma
- 1995 : Flodder 3 (nl) : Liesbeth Vonk
- 1999 : De rode zwaan (nl) : Mère de Jacob
- 2001 : Ik ook van jou (nl) : Mère de Liesbeth
- 2012 : De Overloper (nl) : L'Avocate
- 2012 : Mike dans tous ses états de Maria Peters : Mère de Vincent[2]
- 2014 : Painkillers (nl) de Tessa Schram : Directrice Orkest[3]
- 2016 : Mijn Stuk Geluk de Coen Haver : Marie[4]
- 2017 : Silk Road (nl) de Mark de Cloe : Iris[5]

### Télévision
- 1993-1998 : Flodder (nl) : Liesbeth Vonk
- 1994 : 12 steden, 13 ongelukken (nl)
- 1994 : Seth & Fiona (nl) : Helga Foster
- 1994 : SamSam (nl) : Mevrouw Kras
- 1994 : Het Klokhuis (nl)
- 1994 : Onderweg naar Morgen
- 1994-1995 : Vrouwenvleugel (nl) : Akkie Dorrestijn
- 1995 : Coverstory (nl)	: Mevrouw Scholte
- 1995 : Oppassen!!! (nl) : Maya Vosman
- 1995 : Lekker Lang Lusse
- 1996 : Jim Bouton
- 1996 : Westzijde Posse (nl) :Maters
- 1997 : Zonder Ernst (nl) La mère
- 1998 : André's Comedy Club
- 1997-1998 : Het Zonnetje in Huis (nl) : Josefine Derksen
- 2001 : Doei : Paulien
- 2010 : Verborgen Verhalen (nl)
- 2016 : Moordvrouw	: Rechter van Vliet
- 2018 : De Luizenmoeder (nl) : Wilma

## Théâtre

### Pièces et comédies musicales
- 1986 : Publiek : Myrjam
- 1986 : Stepping Out : Liesbeth
- 1988 : Barnum : Charity Barnum
- 1989 : Prijs de beer : Annie
- 1989 : Geboren Vrienden : Mère de Lyons
- 1990 : Dear Fox : Hersinde
- 1992 : Hello Dolly : Irene Malloy
- 1995 : De Gidsen : Coleta
- 1996 : Spooktrein	: Elsie
- 1999 : Stellaluna	: Stellaluna
- 1999 : Company : Jenny
- 2001-2002 : Titanic : Ida Straus
- 2005 : Overgang : Gina
- 2003 : Dolfje Weerwolfje : Mère de Krijtjes
- 2007 : Overgang : Gina
- 2008-2009 : Ciske de Rat: Tante Chris
- 2010- 2011 : Je Anne : Edith Frank
- 2012 : Ik, Driss de musical : Mère de Oever
- 2013-2014 : Sister Act : Zuster Maria Huana
- 2014-2015 : Moeder, Ik Wil Bij De Revue : Aagje van Woerkom

## Vie privée
Elle est la mère de l'acteur Gijs Blom.

## Crédits
- (nl) Cet article est partiellement ou en totalité issu de l’article de Wikipédia en néerlandais intitulé « Marloes van den Heuvel » (voir la liste des auteurs).